# Ereck Flowers
Ereck Flowers (Miami, 24 aprile 1994) è un giocatore di football americano statunitense che milita nel ruolo di offensive tackle nella National Football League (NFL).

## Carriera universitaria
Nella sua prima stagione con i Miami Hurricanes nel 2012, Flowers disputò tutte le 12 partite come tackle destro, scendendo in campo quattro volte come titolare. L'anno successivo invece disputò tutte le 12 gare come partente. Nel 2014, fu spostato sul lato sinistro, rimanendo stabilmente titolare. A fine stagione decise di rinunciare all'ultimo anno nel college football per rendersi eleggibile nel Draft NFL.

## Carriera professionistica

### New York Giants
Nei giorni precedenti al Draft NFL 2015, NFL.com aveva classificato Flowers come una delle potenziali prime dieci scelte dell'evento. Il 30 aprile venne scelto dai New York Giants come nono assoluto. Debuttò come professionista partendo come titolare nella gara del primo turno contro i Dallas Cowboys. La sua stagione da rookie si concluse disputando 15 partite, tutte come titolare. Il 9 ottobre 2018 fu svincolato.

### Jacksonville Jaguars
Il 12 ottobre 2018 Flowers firmò con i Jacksonville Jaguars.

### Washington Redskins
Il 18 marzo 2019 Flowers firmò un contratto di un anno con i Washington Redskins.

### Miami Dolphins
Il 16 marzo 2020 Flowers firmò con i Miami Dolphins un contratto triennale del valore di 30 milioni di dollari.

### Washington Football Team
Il 28 aprile 2021, Flowers fu scambiato con il Washington Football Team in cambio dello scambio delle scelte del settimo giro di entrambe le squadre.